# Сара (Ульяновська область)
Сара (рос. Сара) — село в Сурському районі Ульяновської області Російської Федерації.
Населення становить 1129 осіб. Входить до складу муніципального утворення Сарське сільське поселення.

## Історія
Від 2004 року входить до складу муніципального утворення Сарське сільське поселення.

## Населення
| 2010 |
| ---- |
| 1129 |